# Saurauia armata
Saurauia armata är en tvåhjärtbladig växtart som beskrevs av Wilhelm Sulpiz Kurz. Saurauia armata ingår i släktet Saurauia och familjen Actinidiaceae. Inga underarter finns listade i Catalogue of Life.